# Trudiłowo
Trudiłowo (ros. Трудилово) – wieś (ros. деревня, trb. dieriewnia) w zachodniej Rosji, w osiedlu wiejskim Pionierskoje rejonu smoleńskiego w obwodzie smoleńskim.

## Geografia
Miejscowość położona jest nad Moszną, przy drodze regionalnej 66K-22 (Szczeczenki – Monastyrszczina), 10,5 km od drogi federalnej R135 (Smoleńsk – Krasnyj – Gusino), 13,5 km od drogi federalnej R120 (Orzeł – Briańsk – Smoleńsk – Witebsk), 31,5 km od drogi magistralnej M1 «Białoruś», 10,5 km od centrum administracyjnego osiedla wiejskiego (Sanniki), 18 km od Smoleńska, 17,5 km od najbliższego przystanku kolejowego (Dacznaja II).
W granicach miejscowości znajduje się ulica Szkolnaja (21 posesji).

## Demografia
W 2010 r. miejscowość zamieszkiwało 39 osób.